# El Pinacate y Gran Desierto de Altar

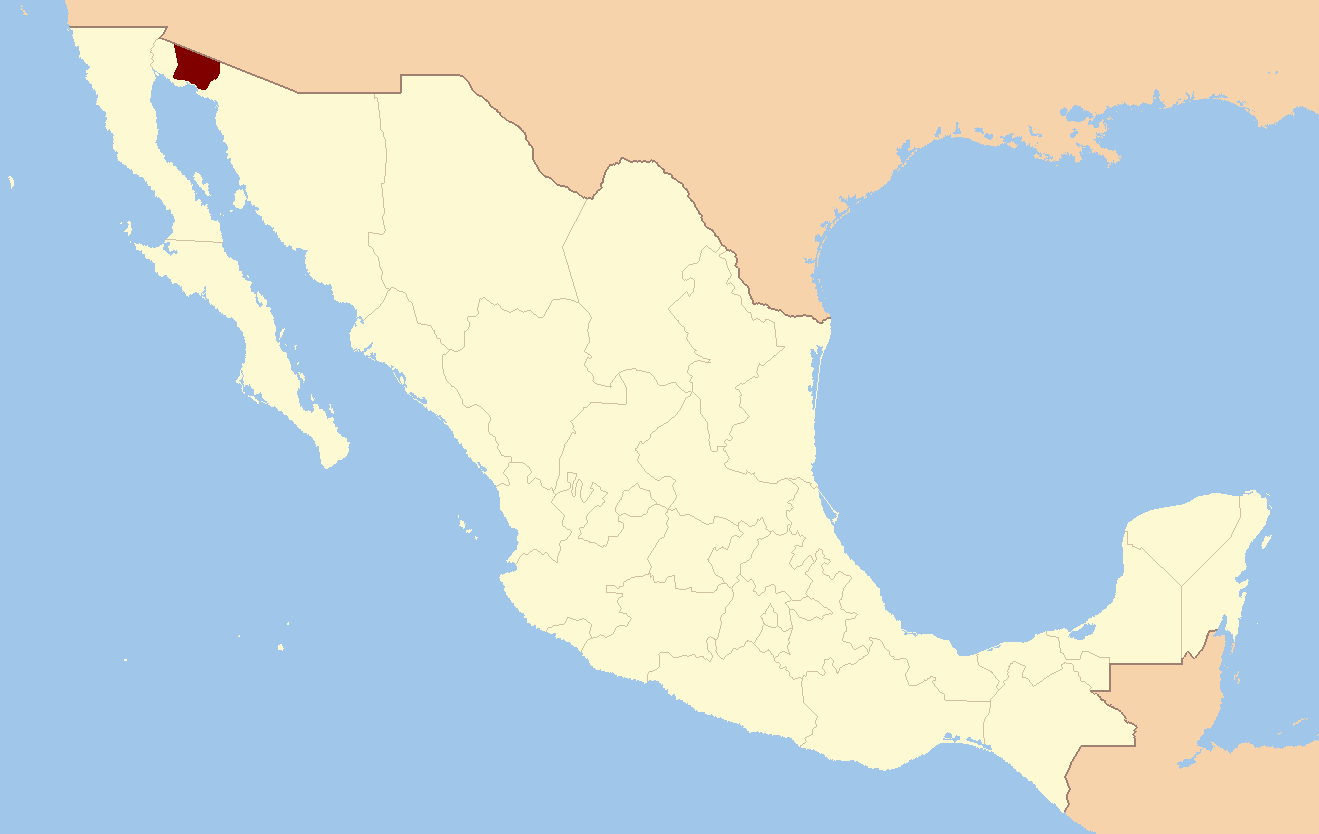
Karte Mexikos, El Pinacate y Gran Desierto de Altar markiert

El Pinacate y Gran Desierto de Altar ist ein Biosphärenreservat in Mexiko, welches 2013 auf die Liste des UNESCO-Weltnaturerbes aufgenommen wurde.

## Lage
Das Biosphärenreservat liegt in der Sonora-Wüste, zwischen den Städten Puerto Peñasco, Plutarco Elías Calles und San Luis Rio Colorado. Die Fläche beträgt 714.566 ha, inklusive Pufferzone 354.871,34 ha.

## Wetter
Die Region ist durch geringe Niederschläge (vorherrschend Winterregen), hohe Temperaturen im Sommer, intensive Sonneneinstrahlung und niedriger Luftfeuchtigkeit gekennzeichnet. Die Temperaturen zählen zu den höchsten in der nördlichen Hemisphäre. Aufzeichnungen ergeben durchschnittliche Höchsttemperaturen von 49 °C und einem Maximum von 56,7 °C. Im Winter sind nächtliche Temperaturen von −8,3 °C gemessen worden, wenngleich Temperaturen unter dem Gefrierpunkt selten auftreten. Die Durchschnittstemperatur beträgt 18 bis 22 °C. Die Niederschlagsfrequenz nimmt nach Westen hin so sehr ab, dass schon 34 Monaten ohne nennenswerte Niederschläge aufgezeichnet wurden, wozu das Terrain als eines der trockensten Gebiete der Welt einzuordnen ist. Die durchschnittliche Niederschlagsmenge ist geringer als 200 mm.

## Sehenswertes
Es ist das größte Gebiet mit aktiven Dünen in Nordamerika und weist ungewöhnliche, sternförmige Dünenformationen auf.
Es gibt Maar-Krater, ein Vulkanschild mit Lavaströmen und Schlackenkegel. Darin findet man seltene natürliche Wasseransammlungen, tinajas, Öffnungen in den Lavafeldern, die Wasser für die Tierwelt liefern. Die kontrastreiche Landschaft, mit den dunklen Lavafeldern und dem hellen Sand der Wüste, bietet eine Vielzahl von Lebensräumen für eine große Artenvielfalt. Es finden sich über 540 Arten von Gefäßpflanzen, ungefähr 40 Säugetier-, 200 Vögel- und 40 Reptilienarten, sowie Amphibien und Süßwasserfische. Darunter befinden sich endemisch, bedrohte und gefährdete Arten.

### Geologie
Es gibt mehr als 400 Vulkankegel, darunter Schlackenkegel, unterschiedlicher Form, Größe und Komplexität. Unter den 10 Maar-Kratern ist El Elegante der größte Krater des Gebietes, mit 250 Meter Tiefe und einem Durchmesser von 1500 Metern. Der Vulkanschild nimmt eine Fläche von circa 2000 Quadratkilometern ein, mit drei Hauptpeaks Pico Pinacate, Pico Carnegie und Pico Medio, deren Gesamtkomplex als Vulkan Santa Clara oder Sierra Pinacate benannt ist. Der Schild wird von flüssiger Lava abgegrenzt, die sich bis zu 20 km weit erstrecken. Das Gesamtvolumen der emittierten Basaltlava wird auf 150 bis 180 km³ geschätzt wird.
Die Dünenfelder nehmen mehr als 550.000 ha ein, genannt Erg (Lancaster et al., 1989). Die Dünen können eine Höhe bis zu 200 m erreichen. Die Dünenformationen sind linear, halbmondförmig und sternförmig mit einer Länge bis zu 48 km. Wenngleich die linearen Formationen mit ca. 70 % dominieren, sind die sternförmigen am wichtigsten, da sie nur an wenigen Orten auf der Welt existieren (Breed et al., 1984).
Weiterhin bietet die Geologie des Terrains Treibsand, Flussbetten, Schwemmkegel und Gebirge aus Basalt und Granit. Granitgebirge wie die Sierra Blanca gehören zu den ältesten.

### Pflanzenwelt
Hier sind etwa 18 % der registrierten Flora der Sonora-Wüste zu finden. Die Region hat 560 Gefäßpflanzenarten eingeteilt in 315 Gattungen und 85 Familien (Felger, 1992). Die Vegetation besteht hauptsächlich aus Büschen, obwohl in einigen abgeschiedenen Gebieten auch Pflanzen des Vegetationstyps Chaparral wachsen und an den Stränden Prosopis-Dickichte (Mimosengewächse). Im Inneren des Schildvulkans wachsen mindestens 309 Arten, darunter auch die endemische Spezies Senecio pinacatensis, eine Gattung der Greiskräuter.

### Tierwelt
Die Säugetiere sind mit 44 Arten von Wildtieren vertreten. Besonders hervorzuheben sind unter anderem die Gabelantilope Sonoran, die vom Aussterben bedroht ist. Des Weiteren das Dickhornschaf, die Kleine Mexikanische Blütenfledermaus und die Fledermausgattung Myotis vivesi. Die Gruppe der Vögel ist am meisten verbreitet. Es gibt insgesamt 225 Arten von Land- und Wasservögeln. Davon stehen 19 unter besonderem Schutz. Hervorzuheben sind der Rotschwanzbussard, der Steinadler, der Präriefalke und der Wanderfalke. Aufgrund des Mangels an Wasser, ist die Gruppe der Fische wenig vertreten. Zwei endemische Arten sind hier der Wüstenkärpfling und die Spezies Agosia chrysogaster. Von der Gruppe der Amphibien sind 5 Froscharten vertreten, von denen die Sonora Grüne Kröte (Bufo retiformis) unter besonderem Schutz steht. Reptilien leben hier 44 Arten, so auch eine hier endemische Krötenechse der Art Phrynosoma mcalli und die bedrohten Gila-Krustenechse und eine Landschildkröte der Art Ghoperus agassizii.
Eine Reihe von Arten steht unter Artenschutz nach offizieller mexikanischer Norm 2001 (NOM-059-ECOL -2001).

## Menschliche Besiedelung
Menschliche Besiedelung der Gegend bestand vermutlich bereits vor etwa 40.000 Jahre (Hayden, 1976, 1998). Die ersten Bewohner, Malpais genannt, bewegten sich als Jäger und Sammler von den Bergen bis zur Küste. Die nächste Welle von Besiedelung ist als San Dieguito Complex bekannt und hielt an, bis eine Trockenperiode vor etwa 9.000 Jahren die Menschen zwang, die Gegend zu verlassen.
Im Jahr 1698 fand Pater Kino um 50 bis 200 Einheimische vor, Pinacatenos, die sich von Wurzeln und Fisch ernährten. Bis 1850 wurde fast die ganze Bevölkerung von Gelbfieber dahingerafft und die wenigen Überlebenden wanderten ab. Durch die Abgeschiedenheit ist das Zeugnis der Tohono O’odham ist hier besser erhalten, als an den anderen Besiedelungsorten dieser Gruppe. Zu finden sind Geoglyphen (Erdzeichnungen) und Petroglyphen (Felsenbilder) die menschliche, tierische oder geometrische Darstellungen abbilden. Seitdem der letzte Tohono O’odham 1912 die Gegend verließ, dient die Gegend für sein Volk noch als wichtige Kultstätte, in der vermeintlich der Ursprung der Schöpfung zu finden ist.